# Dries van Agt
Andreas Antonius Maria "Dries" van Agt, född 2 februari 1931 i Geldrop i Noord-Brabant, död 5 februari 2024 i Nijmegen i Gelderland, var en nederländsk statsman och politiker i det kristdemokratiska CDA. Han var professor i straffrätt och var både premiärminister (1977–1982) och justitieminister (1971–1977) i Nederländerna och landets ambassadör i USA, Japan och EU.

## Bakgrund
Efter examen vid Agustinianum, ett gymnasium i Eindhoven, flyttade van Agt till det katolska universitet i Nijmegen där han doktorerade i juridik 1955. Därefter var van Agt verksam som advokat i Eindhoven till 1957, då han fick anställning vid den juridiska enheten vid Jordbruks- och fiskeriministeriet. 1958 ingick van Agt äktenskap med Eugenie Krekelberg.
1962-68 arbetade van Agt för justitiedepartementet och 1968-71 var han professor i straffrätt vid det katolska universitet i Nijmegen. Därefter började han engagera sig politiskt, som medlem av det Katolska Folkpartiet.
Van Agt är känd för att använda ett kraftfullt språk med komplicerad frasering och för sin kärlek till cykelsporten. 

## Politiker
1971-77 var han justitieminister i olika regeringar.
Van Agt vållade stort rabalder när han 1972 förgäves försökte benåda de tre sista kvarvarande nazistiska krigsförbrytarna i nederländskt fängelse.
I valet 1977 ledde van Agt en nybildad kristdemokratisk valallians, Kristdemokratisk appell (CDA), mellan tre kristna partier, ett katolskt och två protestantiska. Valet blev en stor framgång. Med 15-procentig ökning av rösterna återkom kristdemokrater till regeringsmakten. Van Agt bildade en ny borgerlig regering tillsammans med högerliberla (VVD). Under decennierna därefter var CDA med i alla regeringar fram till 2024 med undantag av perioderna 1994–2002 och 2012–2017. När CDA organiserades som parti 1980 blev van Agt dess förste partiledare.
Från december 1977 till november 1982 var Dries van Agt landets premiärminister. När han avgick från denna post avsade han sig även partiledarskapet men kvarstod som ledamot av underhuset tills han 1983 utnämndes till landshövding i sin födelseprovins Nordbrabant.

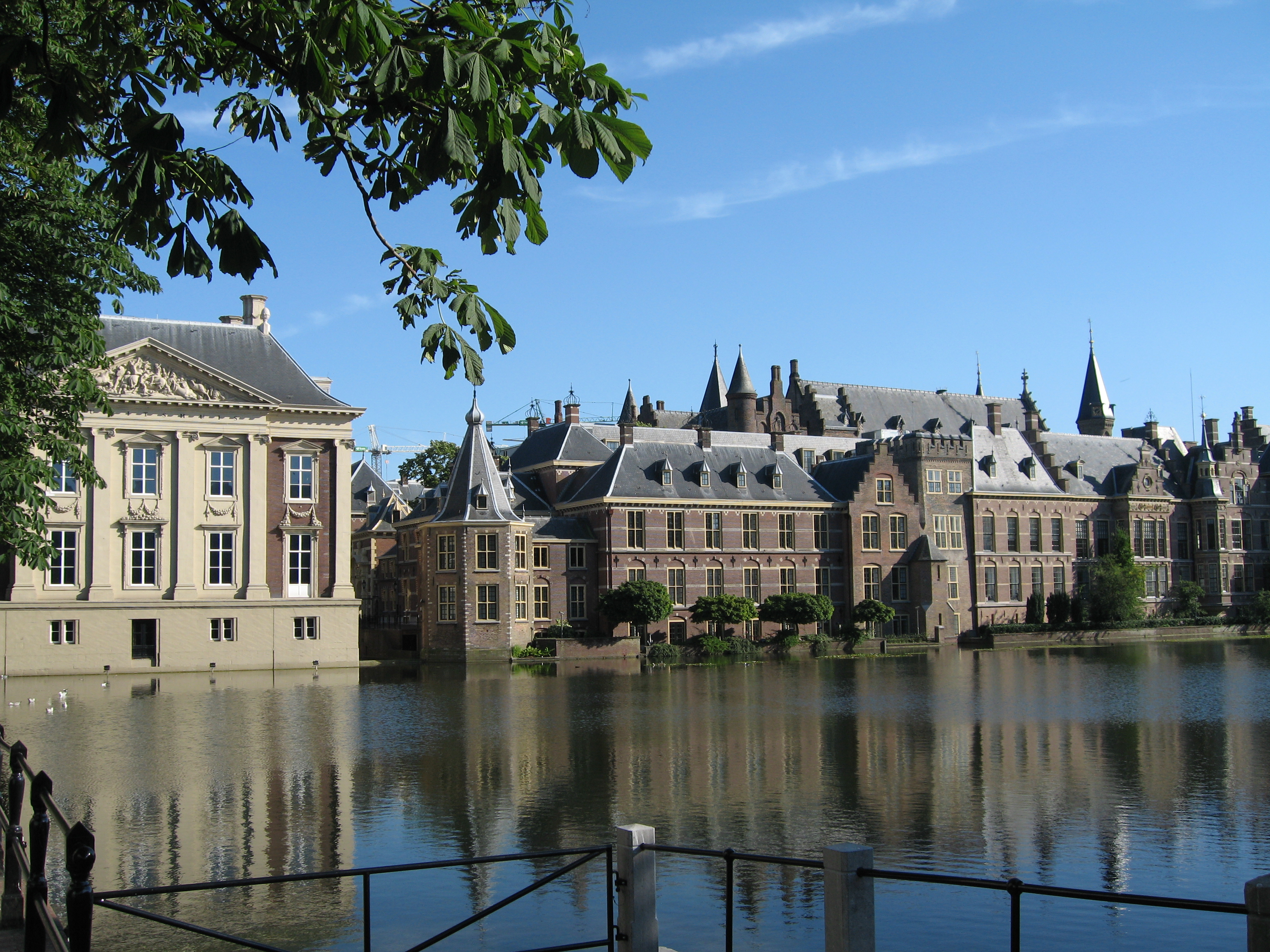
Binnenhof i Haag, parlamentet och regeringens kansli.

## Natos dubbelbeslut
1979 kom van Agt regering i minoritet när det beslutades om utplacering av Nato-missiler i Nederländerna, som ett svar på placering av sovjetiska  SS-20-missiler i Östeuropa. Tio parlamentariker på partiets vänsterflygel, stödda av Arbetarpartiet (PvdA), hotade att fälla förslaget. VVD gick starkt in för utplacering och hotade att lämna koalitionen med CDA. Försvarsministern från CDA, Job de Ruiter hotade att avgå, om man inte röstade ja till missilerna. Regeringens problem med att få igenom beslutet gjorde att van Agt inför parlamentetsvalet 1982 meddelade sin avgång. Van Agt motiverade sitt beslut med att partiets oenighet innebar ett farligt avsteg från kristdemokratins traditionella Nato-vänliga hållning. Enligt van Agt var det självklart att landet skulle ta sitt ansvar för Västeuropas försvar. Först 1984 lyckades regeringen, under Ruud Lubbers (CDA), att komma fram till en kompromiss. Beslutet innebar att Nederländerna sköt upp utplacering till den 1 november nästa år, för att ge Sovjet en tydlig "signal" och få tid att ompröva sitt beslut.

## Abortfrågan
Under van Agt infördes 1981 in ny lag som liknade den dåvarande abortlagen i Västtyskland. Beslutet var en kompromiss mellan CDA och VVD. Lagen tillät inte fri abort, men vad som benämndes "betingad abort". Tidigare hade abort endast varit tillåtet för minderåriga, vid sexuellt våld och för personer med mentala funktionshinder. Beslutet innebar att abort även blev tillåtet under vissa andra förutsättningar. Abort blev tillåtet om det förelåg en medicinsk eller psykologiskt nödsituation. Kvinnan skulle innan beslutet få ansvarig rådgivning om andra lösningar på hennes problem. Endast sociala skäl accepterades inte. 5 dagar betänketid infördes. Läkare och annan sjukvårdspersonal kan inte tvingas att delta mot sin vilja. CDA motiverade beslutet med förekomst av farliga olagliga aborter och abortturism av tusentals nederländska kvinnor. Ett annat skäl som framfördes var att även läkarna måste ta sin del av ansvaret. CDA argumenterade att beslutet inte innebar att partiet övergav sin moraliska övertygelse men att VVD tillsammans med Arbetarpartiet och konservativa partiet (PvV) hotade gå ihop och stödja ett liberalt förslag från det socialliberala partiet D66. Kritiken mot partiet för att praxis blev mer fri än lagstiftarna hade önskat bemöttes med hänvisning till att stat och lagstiftningsmakt inte är de enda instanserna med ansvar i samhället. Inskränkningar av rätt till abort motiverades av CDA att det finns gränser för vad man kan och bör göra med politiska medel genom att hänvisa till det teokratiska tvångssystem som Jean Calvin upprättade i Holland på 1500-talet.

## Internationellt engagemang
Dries van Agt tjänstgjorde som ambassadör mellan 1987 och 1995, i EU, i Japan och i USA. 1995–1996 var han gästprofessor i internationella relationer vid universitet i Kyoto.
Fram till sin död var han även chefsrådgivare för Internationellt forum för fred och rättvisa, en stiftelse ställd under nederländsk lag, inregistrerad av Amsterdams handelskammare. Under 2007- 2008 har van Agt, tillsammans med internationella finansmannen Ben Smoes, varit engagerad med frågor om fred och rättvisa i Israel/Palestina konflikten.

## Mellanöstern och Irakkriget
Van Agt är välkänd under senare år för sina självständiga uppfattningar angående Irak och konflikten i Mellanöstern. Van Agt har gått emot landets deltagande i Irakkriget. Den 30 mars 2007 startade han ett kommenterande nyhetsprogram i nederländsk radio, Argos, där han liknade den nya nederländska regeringen med "en mussla", för beslutet att blockera en parlamentarisk undersökning om omständigheterna kring beslutet att delta i Irak. Han uppmanade premiärministern och sin partikollega Jan Peter Balkenende att inte förhindra en öppen och fri debatt. Vid ett flertal tillfällen har van Agt kritiserat den israeliska regeringens hållning mot palestinierna och deras bristande vilja för att lösa konflikten.